# Gorteria
Gorteria là một chi thực vật có hoa trong họ Cúc (Asteraceae).

## Loài
Chi Gorteria gồm các loài: